# Bell Block
Bell Block est une localité de la région de Taranaki, située dans l’île du Nord de la Nouvelle-Zélande. 

## Situation
La route State Highway 3/S H 3 (en) passe à travers la ville. Celle-ci est localisée à 6 km au nord-est du centre de la cité de New Plymouth et à 1 km de la limite externe de sa banlieue de Waiwhakaiho. La ville de Waitara est à environ 9 km vers le nord-est. L’aéorport de New Plymouth (en) est localisé immédiatement vers le nord-est de la ville de Bell Block,.

## Population
La population de la ville de Bell Block était de 5 277 habitants lors du recensement de 2013, en augmentation de 1 212 résidents par rapport au recensement de 2006. Cela représente 7,1 % de la population du district de New Plymouth. L’âge médian est de 36,8 ans, plus bas que l’âge médian du district, qui est de 40,6 ans.

## Histoire
Les terrains furent achetés en novembre 1848 par Dillon Bell à l’iwi de Puketapu. L’achat initial concernait une surface de 1 500 acres, mais des terres supplémentaires furent ajoutées ensuite à la vente. Un désaccord sur le prix des terres contribua à la survenue de la première guerre de Taranaki (en) . En 1860, un fortin fut construit pour protéger les colons locaux. Certains des travaux de terrassement persistèrent jusqu’en 1972, quand un hôtel fut construit sur le site.

## Activité économique
La plupart de l’industrie lourde ou moyenne de New Plymouth est située autour de la ville de Bell Block, ce qui conduit à des épisodes de congestion du trafic en particulier pour les matières lourdes. La construction d’une déviation routière de la ville a commencé à la fin des années 2000. À cette occasion, le site antérieur d’un Pā Māori alors inconnu fut découvert durant les investigations pour la mise en route des travaux et fut exploré par les archéologues avant la construction de la déviation par une action d’urgence d’archéologie préventive.

## Caractéristiques et attractions
Les lagons de Waipu (en) sont les seules zones humides du Nord Taranaki. Les lagons sont le domicile de multiples espèces de la vie sauvage et un lieu important pour les espèces en danger telles que le butor d'Australie.
En décembre 2014, l’extrémité nord du chemin de la côte de New Plymouth fut étendu à partir de Hickford Park dans le secteur de Bell Block à travers Tirimoana Crescent, ce qui en fait une randonnée en vélo ou à pied possible allant de Bell Block jusqu’au centre de la cité de New Plymouth. La construction d’une piste de BMX de classe mondiale à Taranaki débuta à Bell Block en juillet 2015 et fut terminée au début de 2016.
Le tracé de BMX est le dernier apport au parc de cyclisme de Bell Block, qui comportait déjà précédemment un circuit de 1,75 km de route fermée avec deux boucles séparées de 1 km et un vélodrome de 333 mètres. Le parc cycliste a aussi une série de parcours pour les enfants, comprenant une route de ville miniature avec des feux de circulation, un rond-point, une traversée de voies de chemin de fer, un parking handicapé, des passages piétons et des ralentisseurs, le tout à l’échelle diminuée de 60 % de la taille originale pour aider à enseigner aux enfants la sécurité, en particulier lors de la circulation en vélos.

## Éducation
L’école de Bell Block School et celle de Puketapu School sont des écoles primaires mixtes allant de l’année 1 à 8 avec un taux de décile de 5 et 4, et un effectif respectivement de 297 et 246 élèves.
L’école de Bell Block a célébré son 150e anniversaire d’éducation dans le secteur de Bell Block en 2006. L’école actuelle date de 1872. L’école de Puketapu fut construite en 1980.

## Autres lectures

### Travaux d’Histoire Générale
- History of Bell Block roads and streets, Bell Block, [N.Z.], n.p., n.d.

- T.U.C. study on population in Bell Block, New Plymouth, [N.Z.], Taranaki United Council, vers 1984

### Clubs et organisations
- Bruce Bellini et Brian (eds.) Lockstone, Bell Block: a local aviation history / researched and written by Elaine Priest, Bruce Bellini and Peter Dobson for the New Plymouth Aero Club (Inc.) 75th year anniversary 2003, New Plymouth, [N.Z.], New Plymouth Aero Club, 2003 (ISBN 0-473-09076-7)

### Maori
- William Irwin Grayling, The war in Taranaki, during the years 1860-61, New Plymouth, [N.Z.], C.W. Woon, Herald Office, 1862

- Peter Wilberfoss, Oropuriri, Bell Block, Taranaki ;;;-sous-titre= report on the historical context of archaeological site P19/262, Auckland, [N.Z.], Peter Wilberfoss, 2004

### Guerres de Nouvelle-Zélande
- Maori wars: newspaper cuttings, 1858–1864., n.p., n.p., 1858–1864

- William Irwin Grayling, The war in Taranaki, during the years 1860–61, New Plymouth, [N.Z.], C.W. Woon, Herald Office, 1862

### Écoles
- Bell Block, Hillsborough, Tarurutangi jubilees, 1856–1959, Bell Block, [N.Z.], Bell Block School, 1959

- Bell Block, Hillsborough, Tarurutangi, 1856–1979: schools reunion, New Plymouth, [N.Z.], Masterprint, 1979

- Alan G. Taylor, 2006 - celebrating 150 years of education at Bell Block, Taranaki: incorporating Bell Block School, 1856–2006+, Hillsborough School, 1879–1942, Tarurutangi School, 1880–1942, Eltham, [N.Z.], Taylormade Publications, vers 2006 (ISBN 0-473-11331-7)